# NGC 989
NGC 989 est une petite galaxie lenticulaire située dans la constellation de la Baleine. NGC 989 a été découverte par l'astronome américain Francis Leavenworth en 1885.

## Caractéristiques
Sa vitesse par rapport au fond diffus cosmologique est de 7 273 ± 35 km/s, ce qui correspond à une distance de Hubble de 107,3 ± 7,5 Mpc (∼350 millions d'al).
À ce jour, une mesure non basée sur le décalage vers le rouge (redshift) donne une distance d'environ 85,100 Mpc (∼278 millions d'al). Cette valeur est loin à l'extérieur des valeurs de la distance de Hubble. Notons que c'est avec la valeur moyenne des mesures indépendantes, lorsqu'elles existent, que la base de données NASA/IPAC calcule le diamètre d'une galaxie et qu'en conséquence le diamètre de NGC 989 pourrait être d'environ 7,8 kpc (∼25 400 al) si on utilisait la distance de Hubble pour le calculer.